# Lowellville (Ohio)
Lowellville es una villa ubicada en el condado de Mahoning en el estado estadounidense de Ohio. En el Censo de 2010 tenía una población de 1155 habitantes y una densidad poblacional de 309,04 personas por km².

## Geografía
Lowellville se encuentra ubicada en las coordenadas 41°2′14″N 80°32′32″O / 41.03722, -80.54222. Según la Oficina del Censo de los Estados Unidos, Lowellville tiene una superficie total de 3.74 km², de la cual 3.52 km² corresponden a tierra firme y (5.68%) 0.21 km² es agua.

## Demografía
Según el censo de 2010, había 1155 personas residiendo en Lowellville. La densidad de población era de 309,04 hab./km². De los 1155 habitantes, Lowellville estaba compuesto por el 98.87% blancos, el 0.26% eran afroamericanos, el 0.09% eran amerindios, el 0.17% eran asiáticos, el 0% eran isleños del Pacífico, el 0% eran de otras razas y el 0.61% pertenecían a dos o más razas. Del total de la población el 1.21% eran hispanos o latinos de cualquier raza.